# Tonga bipunctata
Tonga bipunctata är en insektsart som beskrevs av Schmidt 1910. Tonga bipunctata ingår i släktet Tonga och familjen sköldstritar. Inga underarter finns listade i Catalogue of Life.